# Bernard Barsi
Bernard César Augustin Barsi (Nizza, 4 agosto 1942 – Nizza, 28 dicembre 2022) è stato un arcivescovo cattolico francese.

## Biografia
Bernard César Augustin Barsi è nato a Nizza il 4 agosto 1942.

### Formazione e ministero sacerdotale
Dopo un breve periodo sotto le armi, è stato impiegato del "Trésor Public" a Nizza dal 1960 al 1963. Nel 1963 si è orientato verso il sacerdozio ed è entrato nel seminario maggiore di Nizza, dove ha studiato filosofia dal 1964 al 1966. Ha poi studiato teologia nel seminario di Marsiglia.
Il 26 ottobre 1968 è stato ordinato diacono, nella chiesa di Santa Giovanna d'Arco a Nizza, dal vescovo Jean-Julien-Robert Mouisset, che il 28 giugno 1969 lo ha ordinato anche presbitero, nella cattedrale di Nizza. In seguito è stato vicario parrocchiale a Saint-Etienne-de Tinée dal 1969 al 1972, educatore nel "Foyer Saint Paul" e membro dell'équipe del Centro diocesano per le vocazioni dal 1972 al 1982, parroco della chiesa della Trinità e delle due parrocchie vicine di Cantaron e di Drap dal 1982 al 1985, decano di Paillon-Pays de Nice dal 1985 al 1991, vicario generale, con speciali responsabilità anche per quattro decanati della città di Nizza e il decanato di Mentone, responsabile della cooperazione missionaria, del diaconato, dell'insegnamento religioso, del catecumenato, della famiglia, della pastorale liturgica e della vita consacrata dal 1991 al 1997. Nel 1997 è stato nominato moderatore della Curia diocesana e membro del consiglio diocesano per gli affari economici.
In seguito al trasferimento di monsignor François de Sales Marie Adrien Saint-Macary dall'ufficio di vescovo di Nizza a quello di arcivescovo coadiutore di Rennes è stato amministratore diocesano dal 1997 al 1998. Nel 1998 è stato confermato dal nuovo vescovo Jean Bonfils nell'ufficio di vicario generale.

### Ministero episcopale
Il 16 maggio 2000 papa Giovanni Paolo II lo ha nominato arcivescovo di Monaco. Ha ricevuto l'ordinazione episcopale l'8 ottobre successivo dal vescovo di Nizza Jean Marie Louis Bonfils, co-consacranti l'arcivescovo metropolita di Rennes François de Sales Marie Adrien Saint-Macary e l'arcivescovo emerito di Monaco Joseph-Marie Sardou.
Ha presieduto le esequie del principe Ranieri III il 15 aprile 2005, il matrimonio del principe Alberto II e Charlène Wittstock il 1º luglio 2011 e il battesimo dei principi Gabriella e Giacomo il 10 maggio 2015.
Nel novembre del 2012 ha effettuato la visita ad limina.
Il 21 gennaio 2020 papa Francesco ha accolto la sua rinuncia, presentata per raggiunti limiti di età; gli è succeduto Dominique-Marie David, del clero della diocesi di Nantes.
Colpito da un arresto cardiaco dopo aver celebrato nel carcere di Nizza la messa della vigilia di Natale, è morto presso l'ospedale L'Archet della stessa città il 28 dicembre 2022, all'età di 80 anni. Dopo le esequie, celebrate il 4 gennaio 2023 dall'arcivescovo Dominique-Marie David nella cattedrale dell'Immacolata Concezione a Monaco, è stato sepolto nella cripta dei vescovi dello stesso edificio.

## Prese di posizione

### Protezione dei cristiani in Oriente
Monsignor Barsi ha più volte espresso il suo sostegno per i cristiani orientali e ha richiamato l'attenzione affermando: "Per la situazione dei cristiani in alcuni paesi dell'Europa orientale e Gaza, in Siria e in Iraq. A Mosul contro di loro viene messa in atto un'epurazione religiosa, la massa viene messa contro di loro".
Alla riunione annuale del Consiglio delle conferenze dei vescovi d'Europa avvenuta nel Principato di Monaco il 9 ottobre 2016 monsignor Barsi e la Conferenza hanno adottato una chiara e forte presa di posizione per condannare la persecuzione dei cristiani nel mondo e le diverse forme di intolleranza o di discriminazione vissute dai cristiani in Europa.

### Denuncia della massoneria
Monsignor Barsi ha reagito con forza alla costituzione formale della Grand National Regular Lodge del Principato di Monaco avvenuta il 19 febbraio 2011, la prima dello Stato dove il cattolicesimo è la religione di stato. "I cattolici che fanno parte della massoneria sono in peccato grave e non possono avvicinarsi alla Santa Comunione", ha dichiarato ricordando la condanna della massoneria dalla Chiesa cattolica.

## Genealogia episcopale e successione apostolica
La genealogia episcopale è:
- Cardinale Scipione Rebiba
- Cardinale Giulio Antonio Santori
- Cardinale Girolamo Bernerio, O.P.
- Arcivescovo Galeazzo Sanvitale
- Cardinale Ludovico Ludovisi
- Cardinale Luigi Caetani
- Cardinale Ulderico Carpegna
- Cardinale Paluzzo Paluzzi Altieri degli Albertoni
- Papa Benedetto XIII
- Papa Benedetto XIV
- Papa Clemente XIII
- Cardinale Marcantonio Colonna
- Cardinale Giacinto Sigismondo Gerdil, B.
- Cardinale Giulio Maria della Somaglia
- Cardinale Carlo Odescalchi, S.I.
- Vescovo Eugène de Mazenod, O.M.I.
- Cardinale Joseph Hippolyte Guibert, O.M.I.
- Cardinale François-Marie-Benjamin Richard
- Vescovo Marie-Prosper-Adolphe de Bonfils
- Cardinale Louis-Ernest Dubois
- Arcivescovo Jean-Arthur Chollet
- Arcivescovo Hector-Raphaël Quilliet
- Vescovo Charles-Albert-Joseph Lecomte
- Cardinale Achille Liénart
- Vescovo Adrien-Edmond-Maurice Gand
- Cardinale Albert Decourtray
- Vescovo Jean Marie Louis Bonfils, S.M.A.
- Arcivescovo Bernard César Augustin Barsi

La successione apostolica è:
- Arcivescovo Dominique-Marie David (2020)